# Jüri Alperten

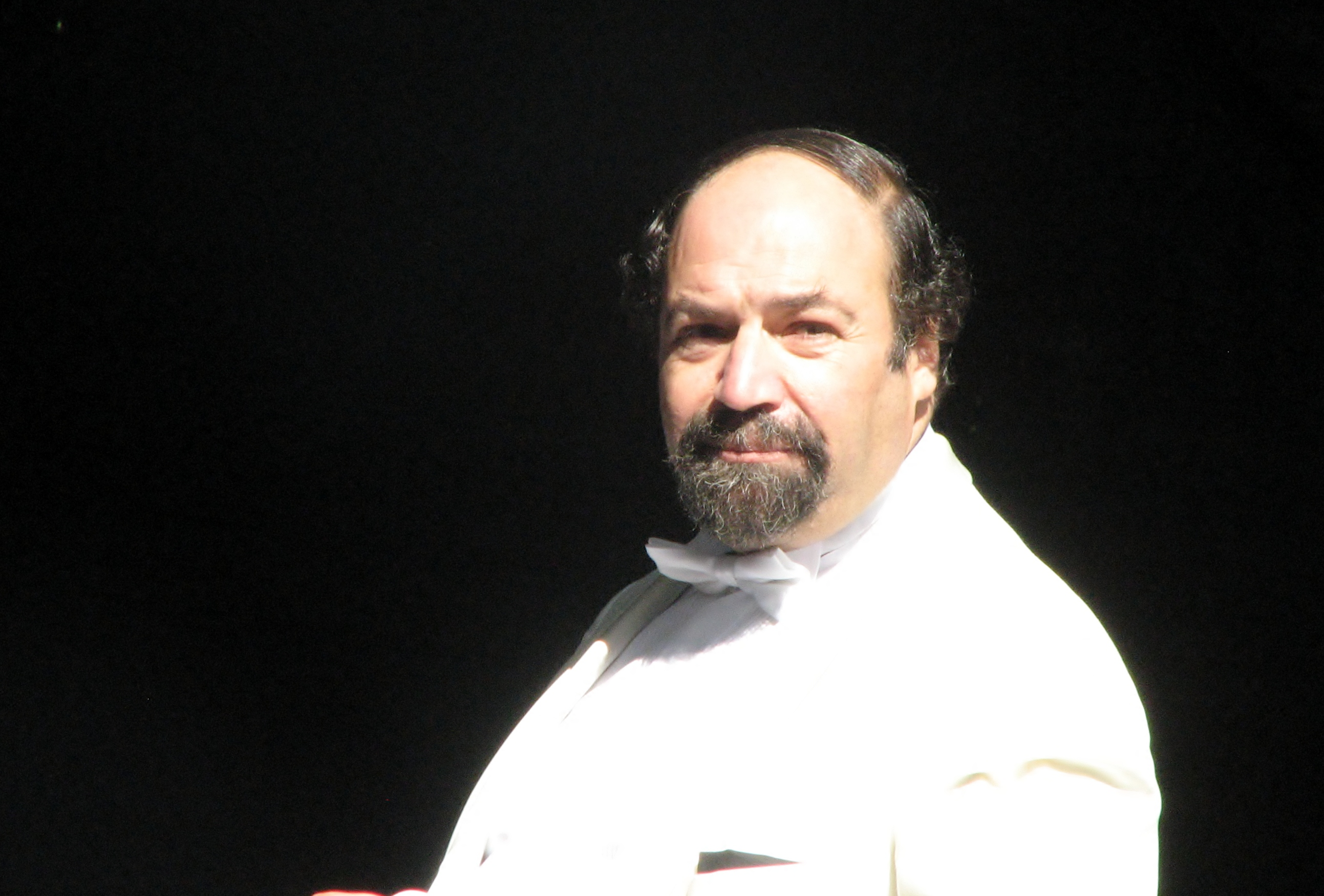
Jüri Alperten (2012)

Jüri Alperten (* 16. Juni 1957 in Tallinn, Sowjetunion; † 26. August 2020) war ein estnischer Dirigent.

## Leben und Musik
Jüri Alperten wurde in eine bekannte estnische Musikerfamilie geboren. Er schloss 1979 sein Klavierstudium am Staatlichen Tallinner Konservatorium und 1985 das Fach Dirigieren am Leningrader Konservatorium ab. Seit 1985 war Jüri Alperten als Dirigent an der Nationaloper Estonia in Tallinn beschäftigt und war deren Chefdirigent von 2002 bis 2004. Seit 1994 war Alperten Chefdirigent des Sinfonieorchesters der Estnischen Musikakademie und seit 1998 Chefdirigent des Stadtorchesters von Pärnu. Daneben hat er zahlreiche Orchester und Opernvorstellungen im In- und Ausland dirigiert.